# Wolfgang Klee
Wolfgang Klee, bio je bivši austrijski hokejaš na travi i dužnosnik u međunarodnim hokejaškim organizacijama.
Na hokejaškom turniru na Olimpijskim igrama 1948. godine u Londonu bio je u austrijskom izabranom sastavu. Nije odigrao ni jedan susret. Bio je pričuvnim igračem[nedostaje izvor].
Od 1952. do 1964. godine bio je članom vijeća Međunarodne hokejaške federacije (IHF), a nakon te godine i dopredsjednikom IHF-a. 1950-ih bio je i predsjednikom austrijske hokejaške federacije.

## Priznanja
- 1979. godine dobio je IHF-ovo priznanje za zasluge (Order of Merit), koje je od svog ustanovljenja 1971. do 1979. godine primilo samo 7 ljudi.[5]

## Vanjske poveznice
- (šp.) ABC (Madrid) Los austriacos se preparan para jugar con España, 27. listopada 1953., str. 35.
- (šp.) ABC (Sevilla) Austria y España jugarán en Barcelona, 25. listopada 1953., str. 40.